# Paraleprodera bigemmata
Paraleprodera bigemmata är en skalbaggsart som först beskrevs av Thomson 1865.  Paraleprodera bigemmata ingår i släktet Paraleprodera och familjen långhorningar. Inga underarter finns listade i Catalogue of Life.